# 廣瀬順子

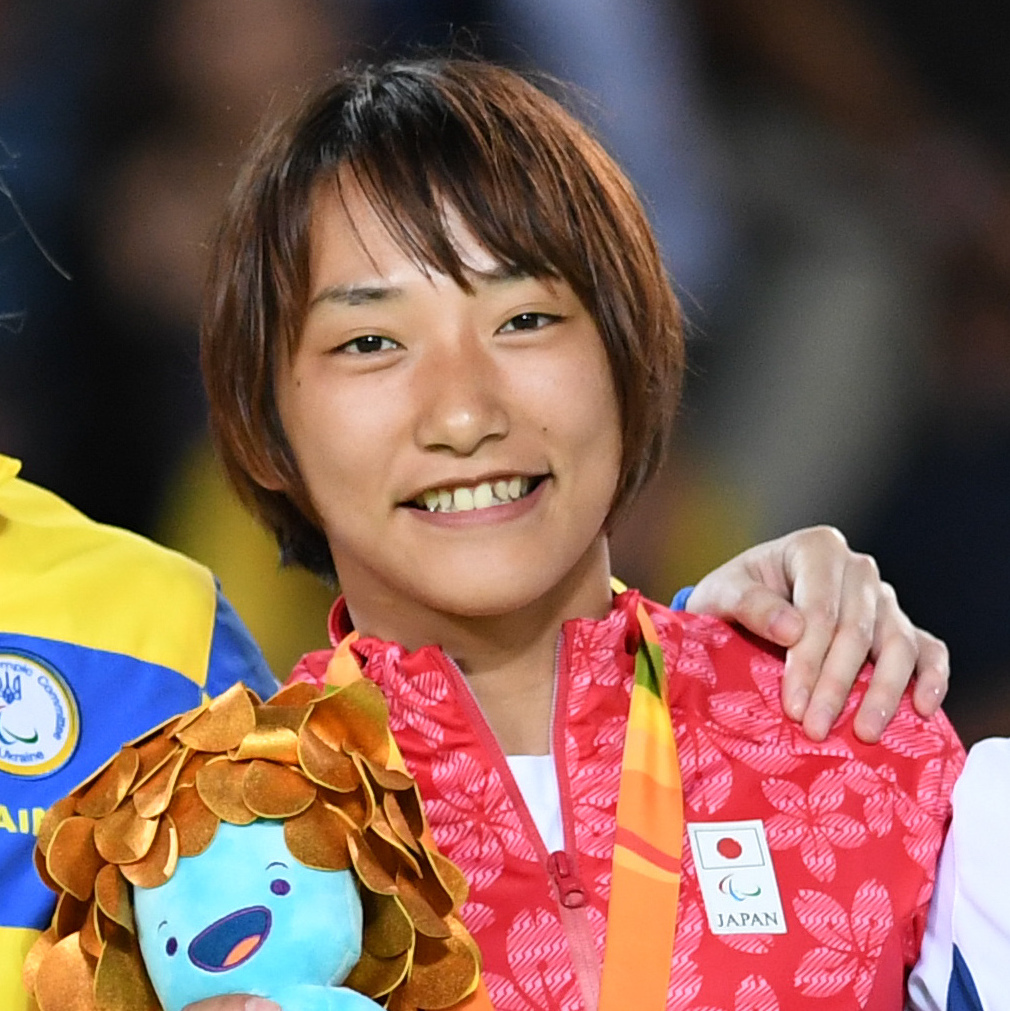
2016年リオデジャネイロパラリンピックにて

廣瀬 順子（ひろせ じゅんこ、1990年10月12日 - ）は、山口県山口市出身の日本の柔道家。視覚障害者柔道57kg級の選手。身長158cm。旧姓は三輪。 2024年パリパラリンピック金メダリスト

## 経歴
柔道は小学校5年の時に少女漫画『あわせて1本!』に影響されて始めた。小郡中学から西京高校へ進むと、インターハイにも出場を果たした。
ところが、花園大学社会福祉学部臨床心理学科1年の時に膠原病を患ったことで視界が狭くなり、一旦は柔道から離れた。しかし、障害者スポーツのゴールボールの試合を見て心を動かされたこともあって、視覚障害者柔道で復帰することを決意した。2014年アジアパラ競技大会で2位、2015年にはIBSAワールドゲームズで5位に入った。
同じ視覚障害者柔道で活躍していた廣瀬悠と国際大会で知り合うと、2015年には自らプロポーズして結婚した。ともに伊藤忠丸紅鉄鋼に所属していることもあって、夫の指導を受けながら夫婦で練習に取り組んできた。とりわけ得意でなかった寝技を夫の丁寧な指導によってモノにしていった。結婚後は夫の出身地、愛媛県松山市を拠点としている。普段の練習は主に松山工業高等学校柔道部で行っている。
2016年のリオデジャネイロパラリンピック代表候補選考会では夫とともに優勝を飾り、夫婦揃ってパラリンピック代表となった。
リオデジャネイロパラリンピックでは準決勝で地元ブラジルの選手に敗れたが、3位決定戦でスペインの選手を一本背負投の技ありから抑え込む合技により銅メダルを獲得した。パラリンピックの柔道競技で日本の女子選手がメダルを獲得したのは、柔道が正式種目になった2004年のアテネパラリンピック以来初めてのこととなった。試合後には、「本当に旦那さんが指導してくれて取れたメダルでもあると思うので、すごく感謝しています」とコメントした。90kg級に出場した夫の悠は初戦で敗れるなどして12位に終わり、夫婦揃ってのメダル獲得はならなかった。
2018年、IBSAワールドカップで国際大会初優勝。
2021年8月に日本武道館で開催された東京パラリンピックに再び夫婦で出場。28日に行われた競技では準々決勝で敗れた後、敗者復活戦を勝ち上がり、3位決定戦で過去3戦全敗の世界ランク1位・ジェイネプ・ジェリク（トルコ）と対戦。先に隅落としで技ありを奪ったが、残り26秒にジェリクの横落としで並ばれて延長に突入。延長戦で再び横落としで技ありを奪われ、5位となった。
2023年10月のアジアパラ大会では優勝した。
2024年9月のパリパラリンピックでは、決勝戦でクムシュホン・ホジャエワ（ウズベキスタン）を体落で破り、日本女子で初のパラリンピック柔道競技優勝を果たした。

## 主な戦歴
- 2014年 - 2014年アジアパラ競技大会　2位
- 2015年 - IBSAワールドカップ　5位
- 2015年 - IBSAワールドゲームズ　5位
- 2016年 - リオデジャネイロパラリンピック 3位
- 2018年 - IBSAワールドカップ 優勝
- 2018年 - 2018年アジアパラ競技大会 3位
- 2018年 - IBSA柔道世界選手権 準優勝
- 2019年 - 東京国際視覚障害者柔道選手権 優勝
- 2021年 - 東京パラリンピック　5位
- 2023年 -アジアパラ大会 優勝
- 2024年 - パリパラリンピック　優勝

(出典　JudoInside.com, IBSA)

## 受賞歴
2016年受賞
- 愛顔のえひめ文化・スポーツ賞[13]
- 松山市文化スポーツ栄誉賞[13]
- 山口県スポーツ特別褒賞[14]
- 山口市民栄誉賞[15]
- 京都市スポーツ最高栄誉賞[16]

2024年受賞
- 愛顔のえひめ文化・スポーツ賞、スポーツ大賞
- 松山市文化スポーツ栄誉賞
- 山口県民栄誉賞
- 紫綬褒章[17]